# 三上章
三上 章（みかみ あきら、1903年〈明治36年〉1月26日 - 1971年〈昭和46年〉9月16日）は、日本の言語学者。数学教師。筆名に、加茂 一政（かも いっせい）。従来の主語概念を否定して、「何々は」と「何々が」との機能差を明確にした「主語廃止論（主語否定論）」などで知られる。数学史家の三上義夫は大叔父にあたる。

## 人物
広島県高田郡甲立村大字上甲立（現・安芸高田市）出身。1960年に『構文の研究』で文学博士（東洋大学、1960年）。『象は鼻が長い』などの日本語研究で知られている。三上自身が創立期に参加していた奥田靖雄・鈴木重幸らの言語学研究会での評価のほか、世界的な評価もあり1970年にはハーバード大学に招かれて講義を行ったことがある。

## 経歴

### 学歴
広島高等師範附属中学（現・広島大学附属高校）から、1920年に（旧制）山口高等学校に首席入学。しかし、校風が気にいらず退学し、翌1921年第三高等学校入学。1927年東京帝国大学工学部建築学科卒。

### 勤務歴
- 台湾総督府勤務（1927-1929）[3]
- 朝鮮羅南中学校教諭（1930-1934）[3]
- 同光州高等普通学校教諭（1934-1935）[3]
- 広島修道中学校教諭（1935-1938）[3]
- 和歌山県立粉河中学校教諭（1938-1939）[3]
- 大阪府立八尾中学校教諭（1939-1948）[2][3]
- 八尾高等女学校（のち山本高等学校に改称）教諭（1948-1961）[2][3]
- 武庫川女子大学講師（1961-1962）
- 大谷女子大学教授（1965-1971）[4][3]

### 死後
2003年に、三上の生誕100年を記念した「三上章フェスタ」が開催された。

## 業績
若い頃哲学を志し、そのためには数学を学ぶ必要がある、として東京帝国大学工学部建築学科に入学する（1924年）。職業としては朝鮮や広島などで数学教師として長く勤務。朝鮮で教師をしていた時には哲学書を読み漁っていたという。1940年に加茂一政の名で『技藝は難く』を自費出版した。その翌年、佐久間鼎に入門。日本語文法研究を志す決意をしたとき、本居宣長の墓に詣でたという。
しかし、研究人生の大部分を大学に属さずに過ごした（要するに大学教員という身分を持っていなかった）ことにより、三上の主張が生前に評価されることはほとんどなかった。それでも金田一春彦、林大、久野暲など三上を高く評価する研究者も少なからずおり、とりわけ寺村秀夫は事実上の三上の後継者として理論を発展させた。

### 三上章の理論
三上章の理論は、益岡隆志が発見・刊行した博士論文（東洋大学）や『三上文法から寺村文法へ』により、その緊密な体系性が明らかとなった。

#### 動詞の分類
述語と補語の研究の中では、動詞の新たな分類が重要なものの一つである。従来の他動詞と自動詞という分類とは別に、「能動詞」と「所動詞」という分類を立てた。「所動詞」は最近の理論言語学でいう非対格動詞に相当する。「在る」や「要る」など、受動態にすることが不可能な動詞のクラスを表す。これは「間接受動」、あるいは「迷惑の受身」で自動詞を受動化できる日本語において重要な意味を持つ。

## 著書
- 『技芸は難く』武蔵野書房、1940年5月。全国書誌番号:44003692。
  - 『技芸は難く 諷刺』くろしお出版、1976年6月。 NCID BN03149720。全国書誌番号:86015195。
- 『現代語法序説 シンタクスの試み』刀江書院、1953年6月。 NCID BN08098809。全国書誌番号:53007431。
  - 『現代語法序説 主語は必要か』（新訂版）刀江書院、1959年11月。 NCID BN1139111X。全国書誌番号:60000186。
  - 『現代語法序説 シンタクスの試み』（復刊）くろしお出版、1972年4月。 NCID BN05088999。全国書誌番号:75019602。
  - 『続・現代語法序説 主語廃止論』（復刊）刀江書院、1972年10月。 NCID BN1139111X。全国書誌番号:22538390。
- 『現代語法新説』刀江書院、1955年5月。 NCID BN03515228。全国書誌番号:55004416。
  - 『現代語法新説』（復刊）くろしお出版、1972年8月。 NCID BN0073362X。全国書誌番号:22538391。
- 『象ハ鼻ガ長イナア！』くろしお出版、1960年10月。 NCID BN13548788。全国書誌番号:60014445。
  - 『象は鼻が長い 日本文法入門』（改訂増補版）くろしお出版、1969年12月。 NCID BN01934139。全国書誌番号:98084859。
- 『日本語の論理 ハとガ』くろしお出版、1963年3月。 NCID BN00733572。全国書誌番号:63004799。
- 『文法教育の革新』くろしお出版、1963年6月。 NCID BN00734087。全国書誌番号:77100006。
- 『日本語の構文』くろしお出版、1963年12月。 NCID BN0050893X。全国書誌番号:64000883。
  - 『日本語の構文』（新装版）くろしお出版、2002年12月。 NCID BA60313766。全国書誌番号:20480539。
- 『文法小論集』くろしお出版、1970年12月。 NCID BN00734134。全国書誌番号:75002171。
- 三上章論文集 (1975年)
- 『構文の研究』くろしお出版、2002年12月。 NCID BA6021080X。全国書誌番号:20366002。

## 解説・評伝
- 山崎紀美子『日本語基礎講座 ――三上文法入門』筑摩書房〈ちくま新書 406〉、2003年4月。ISBN 9784480061065。
- 庵功雄『『象は鼻が長い』入門 ――日本語学の父三上章――』くろしお出版、2003年4月。ISBN 9784874242780。
- 益岡隆志『三上文法から寺村文法へ 日本語記述文法の世界』くろしお出版、2003年11月。ISBN 9784874242902。
- 金谷武洋『主語を抹殺した男 評伝三上章』講談社、2006年12月。ISBN 9784062137805。
- 浅利誠『日本語と日本思想 本居宣長・西田幾多郎・三上章・柄谷行人』藤原書店、2008年2月。ISBN 9784894346147。